# Dicksonia stuebelii
Dicksonia stuebelii är en ormbunkeart som beskrevs av Georg Hans Emmo Wolfgang Hieronymus. Dicksonia stuebelii ingår i släktet Dicksonia och familjen Dicksoniaceae. Inga underarter finns listade.